# Pat Moss

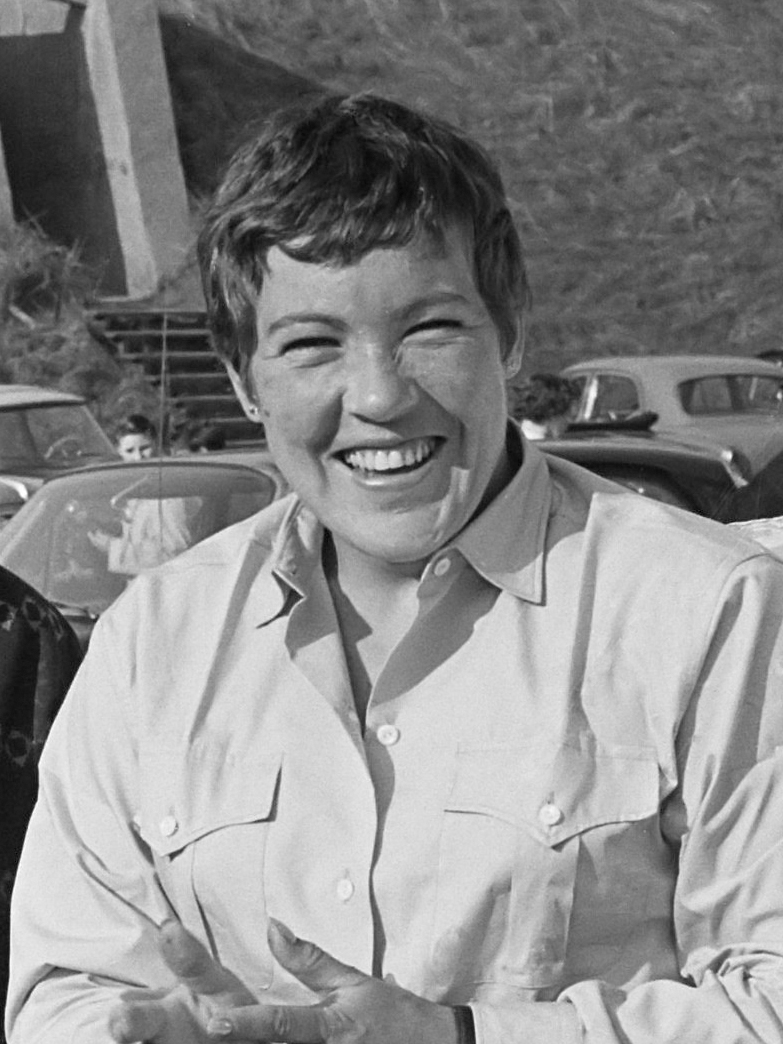
Pat Moss 1963

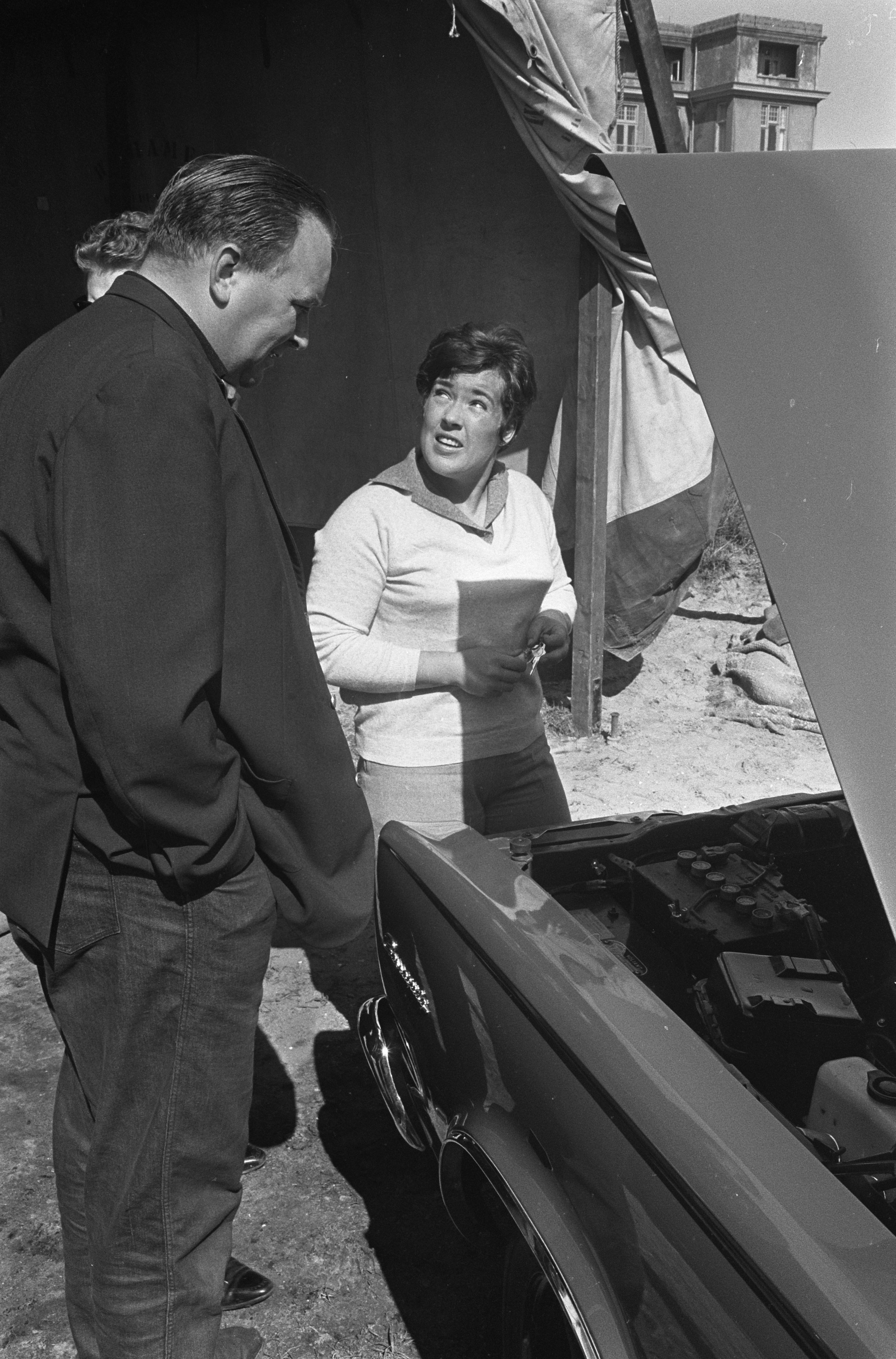
Pat Moss und Ihr Ehemann Erik Carlsson bei der Tulpenrallye 1966

Patricia Ann Moss-Carlsson (meist Pat Moss; * 27. Dezember 1934 in Thames Ditton, Surrey; † 14. Oktober 2008 in Tring) war eine britische Rallyefahrerin und Springreiterin.

## Leben
Pat Moss wurde als Tochter von Alfred und Aileen Moss (geborene Craufurd) geboren. Sie war die jüngere Schwester des Formel-1-Fahrers Stirling Moss. Vor ihrer Motorsportkarriere war sie als Springreiterin erfolgreich. Bei einer Royal Windsor Show im August 1945 erhielt Pat Moss von König George den Victor Ludorum Preis für die beste Leistung des Tages. Moss war 1950 Mitglied der Springreit-Equipe ihres Landes.
Sie war ab 1963 mit dem schwedischen Rallyefahrer Erik Carlsson verheiratet. Moss schrieb die Autobiografie The Story So Far (1967) und verfasste – gemeinsam mit ihrem Ehemann – das Buch The Art and Technique of Driving (1965). Dieses Buch wurde unter dem Titel Meisterschule für Autofahrer in Deutschland veröffentlicht und von 1966 bis 1972 mehrfach aufgelegt.
Pat Moss starb 2008 an Krebs.

## Motorsportkarriere
Im Jahr 1953 begann Moss mit ersten Clubrallyes. Mit einem eigenen Triumph TR2 versuchte Moss ein Jahr später, auf ersten Erfolgen aufzubauen. Eine Bitte um Kostenbeteiligung an Standard-Triumph für die RAC Rally wurde jedoch nach eigener Aussage brüsk zurückgewiesen.
MG bot Moss dagegen einen werkseigenen MG TF 1500 an. Diese Beziehung sollte sieben Jahre halten und der British Motor Corporation neben drei Meisterschaften auch wertvolle Werbung einbringen. Als BMC-Werksfahrerin schaffte Moss 1958 den Durchbruch, als sie mit ihrem Morris Minor den vierten Platz der RAC Rally belegte. Hinzu kam der vierte Rang bei der Rallye Lüttich-Rom-Lüttich in einem Austin-Healey 100/6 sowie der erstmalige Gewinn der Europameisterschaft der Damen.
1959 wurde sie nach Ewy Rosqvist Zweitplatzierte beim europäischen Damen-Cup.
Der Gesamtsieg bei der Rallye Lüttich-Rom-Lüttich sollte Moss 1960 in einem Austin-Healey 3000 ebenso gelingen wie der zweite Platz beim Coupe des Alpes. Im Jahr 1961 wurde sie Zweite bei der RAC Rally.
Im Folgejahr erkämpfte Moss jeweils den dritten Platz bei der Ostafrikarallye in einem Saab 96 und bei der RAC Rally mit einem Austin-Healey. Ihr größter Erfolg war jedoch der Sieg bei der niederländischen Tulpenrallye in einem Mini Cooper. Trotz ihrer Kritik an diesem Fahrzeug („twitchy, and pretty unruly on the limit“) sollte dieser Sieg der erste von weiteren internationalen Rallye-Erfolgen dieses Fahrzeugs sein.
Im Jahr 1963 wechselte Moss zu Ford und errang in einem von Lotus vorbereiteten Ford Cortina den sechsten Platz bei der Acropolis Rally. Entgegen den Bemühungen von Ford, Erik Carlsson bei Saab abzuwerben, wechselte Pat Moss 1964 in das Saab-Werksteam, um das Team gemeinsam mit ihrem Mann zu unterstützen. Zusammen nahmen sie an 11 internationalen Rallye-Läufen teil. Moss wurde Dritte bei der Akropolis-Rallye und belegte jeweils den vierten Platz bei der Rallye Lüttich-Sofia-Lüttich und der RAC Rally. Bei der Rallye Monte Carlo belegte sie 1964 den fünften und 1965 den dritten Platz.
Im Jahr 1968 ging Moss zu Lancia und fuhr dort den neuen Fulvia. Obwohl sie das starke Untersteuern dieses Wagens kritisierte, schaffte sie bei der Rallye Monte Carlo den 14. Rang und bei der Rallye San Remo den zweiten Platz, als sie nur Pauli Toivonen in einem Porsche 911 unterlag. Weitere Höhepunkte dieser Saison waren der Gewinn der Rallye Sestriere, der achte Platz bei der Akropolis-Rallye und der siebte Platz bei der Tour de Corse.
Bei der Rallye Monte Carlo 1969 erkämpfte Moss mit dem Fulvia den sechsten Rang.
Nach der Geburt ihrer Tochter im Dezember 1969 schränkte Moss ihre Aktivitäten etwas ein. Als Teil des Renault-Alpine-Teams erreichte sie mit einem Alpine A110 im Jahr 1972 den zehnten Platz bei der Rallye Monte Carlo. Nach einem letzten Wechsel zu Toyota zog sie sich 1974 endgültig aus dem aktiven Rallyesport zurück.

## Trivia
In den ersten Jahren im BMC-Werksteam setzte Pat Moss ihre Karriere als Springreiterin fort. Als zusätzliche Vergütung von BMC handelte sie einen Pferdetransporter aus und war damit der erste und einzige internationale Rallyefahrer, der sich mit einem Lastwagen bezahlen ließ.
Für die Ehrung von Moss als „Fahrer des Jahres 1960“ musste der Königlich-Englische Automobilklub zeitweise seine Satzung ändern, da Damen das Betreten des klubeigenen Bankettsaals eigentlich nicht gestattet war.
Der Austin Healey 3000 galt als ernsthaftes Sportgerät. Moss gab dem Healey den markigen Spitznamen „The Pig“ (zu deutsch „das Schwein“) wegen seiner Neigung zum Ausbrechen in schnell gefahrenen Kurven.

## Statistik

### Siege und Erfolge
- Rallye Lüttich-Rom-Lüttich 1960 (Austin-Healey 3000)
- Tulpenrallye 1962 (Mini Cooper)
- Rallye Sestriere 1968 (Lancia Fulvia)
- weitere sieben Podiumsplätze
- Rallye-Europameisterin der Damen 1958, 1960, 1962, 1964 und 1965

### Einzelergebnisse in der Sportwagen-Weltmeisterschaft
| Saison | Team   | Rennwagen     | 1   | 2   | 3   | 4   | 5   | 6   | 7   | 8   | 9   | 10  |
| ------ | ------ | ------------- | --- | --- | --- | --- | --- | --- | --- | --- | --- | --- |
| 1968   | Lancia | Lancia Fulvia | DAY | SEB | BRH | MON | TAR | NÜR | SPA | WAT | ZEL | LEM |
| 1968   | Lancia | Lancia Fulvia |     | 19  |     |     |     |     |     |     |     |     |